# Université Perpignan Via Domitia
L’Université Perpignan Via Domitia (UPVD), est un établissement d'enseignement supérieur français dont le siège est à Perpignan. Elle est une université pluridisciplinaire qui regroupe 8 945 étudiants, répartis dans quatre unités de formation et de recherche (UFR ou « facultés ») et trois Instituts.
Elle comprend l'une des 204 écoles d'ingénieurs françaises accréditées au 1er septembre 2020 à délivrer un diplôme d'ingénieur.

## Historique

### Origines
Le roi Pierre IV d'Aragon fonde une première université (ca) à Perpignan en 1349, alors nommée Estudi Major et située rue Petite la Monnaie et une autre qui prolongeait la rue Derroja. Il s'agit de la seconde université crée dans la principauté de Catalogne et la couronne d'Aragon, après Lérida, fondée en 1300. La ville de Perpignan est la capitale du royaume de Majorque jusqu'en 1344, date à laquelle la région est rattachée à la couronne d'Aragon. La création de l'université peut donc être interprétée comme une compensation de la perte d'importance de la ville. L'université de Perpignan, alors une des vingt-cinq universités du monde[réf. nécessaire], enseigne la médecine, le droit, la théologie et les arts à plus de 400 étudiants avec une aire de recrutement essentiellement catalane. Cette université n'arrive jamais à s'imposer dans la région, concurrencée par les universités de Toulouse, de Montpellier et de Lérida, plus anciennes et plus prestigieuses.
Malgré sa relative discrétion, l'université continue de fonctionner tout au long du Moyen Âge et de l'époque moderne. Le rattachement de Perpignan au royaume de France par le traité des Pyrénées en 1659 affecte son recrutement en le limitant au Roussillon.

### Reconstruction de la deuxième moitié duXVIIIesiècle

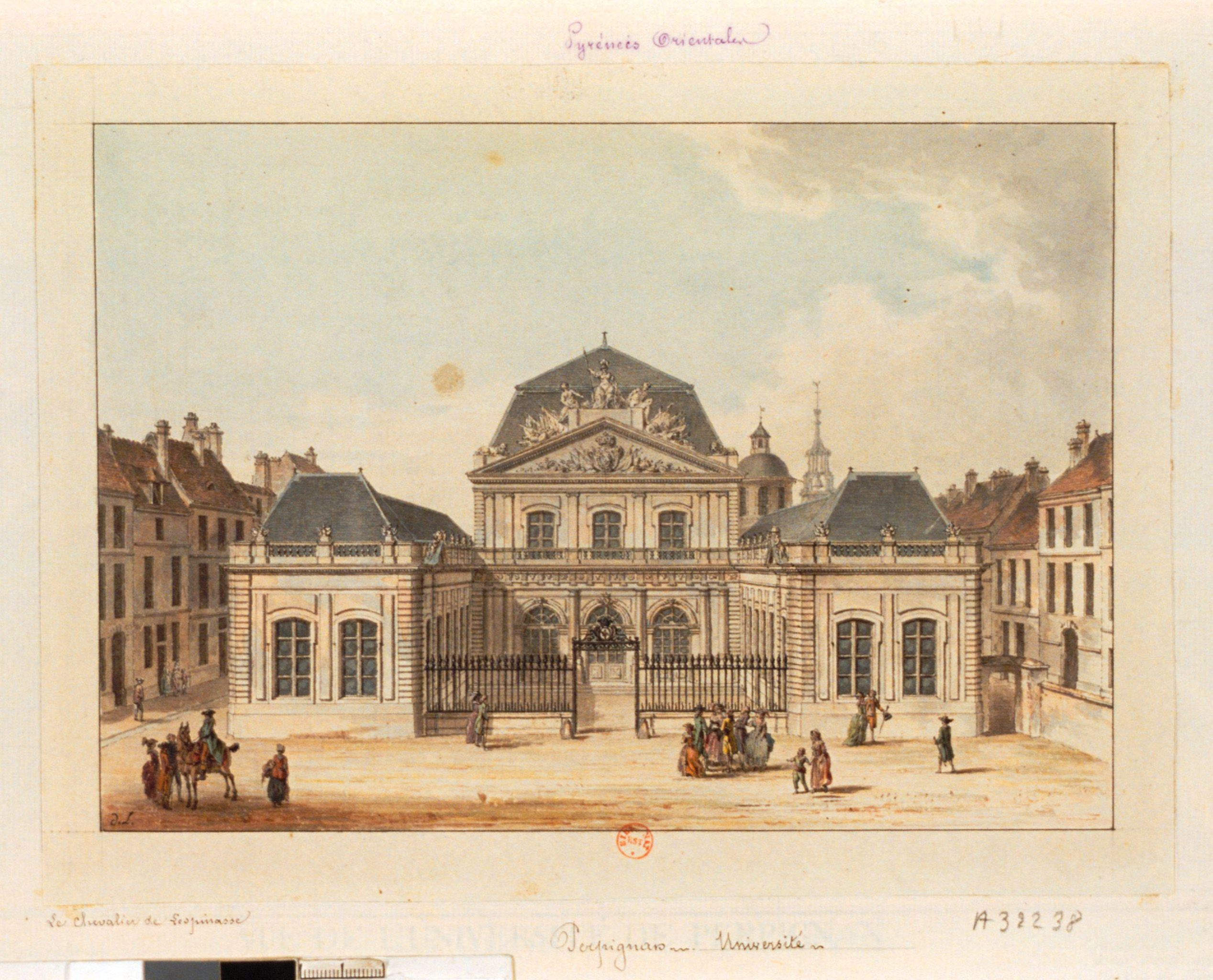
L'université de Perpignan au XVIII.

Les bâtiments subissent un incendie ravageur en 1648 ce qui n'empêchera pas l'Université de subsister jusqu'au début du XVIIIe siècle dans ses premiers locaux.
Dans les années 1760, les bâtiments de l'université sont reconstruits. Franc-maçon du XVIIIe siècle, militant de la pensée des Lumières, Augustin-Joseph de Mailly rénove l'université entre 1760 et 1763. Il fait construire de nouveaux bâtiments à Perpignan pour pallier la ruine de l'ancienne université.
Le 31 mars 1759, une déclaration du roi Louis XV précise les principes et les modalités de réalisation de la rénovation de l'université. Puis, une ordonnance du 7 septembre 1759 énumère les dispositions matérielles décidées pour financer les travaux. Enfin, la même année, la construction d'un nouveau bâtiment est décidée.
La façade du bâtiment, réalisée par un maître d'œuvre franc-maçon, est construite sur le modèle d'un temple maçonnique. Les travaux sont entièrement financés par le maréchal qui trouve là un bon moyen de s'attirer la sympathie des étudiants. Cet établissement est doté d'un jardin des plantes (bastion des Capucins), d'un jardin des arbustes (bastion de France), d'un cabinet d'histoire naturelle, cabinet de physique, d'un amphithéâtre d'anatomie et d'une bibliothèque publique. Car, par la même occasion il convertit l'ancienne bibliothèque en bibliothèque de l'école centrale. Elle est d'ailleurs en partie alimentée grâce aux dons du maréchal, qui lui lègue tous ses livres. Elle s'enrichit de 3 000 ouvrages, dons particuliers d'Augustin-Joseph de Mailly, qui obtient en outre qu'un exemplaire de tous les ouvrages qui s'impriment au Louvre soit acheminé et déposé dans ce lieu. Augustin-Joseph de Mailly, omnipotent et omniprésent, a donné l'impulsion nécessaire pour concrétiser de nouveaux foyers de sociabilité, n'hésitant pas à contribuer de ses propres deniers pour faciliter leur exécution.
Le recteur Louis Marigo-Vaquer exprime le 2 juillet 1786, devant l'assemblée générale de l'université réunie pour l'inauguration du buste d'Augustin-Joseph de Mailly, la reconnaissance de l'institution à l'égard de son bienfaiteur et sa fierté de détenir d'importantes collections d'objets naturels, vifs ou conservés. L'université cesse de fonctionner en 1794. Après avoir accueilli la bibliothèque communale et le musée des Beaux-arts, l'édifice est affecté depuis 1980 aux archives communales.

### De la Révolution à la création de l'universitéVia Domitia
En 1808, Perpignan n'est pas présente dans le décret napoléonien qui institue des facultés dans la plupart des villes ayant une université, ce qui est sans doute dû à la petite taille de la ville et de son université avant 1794. Elle n'est pas plus concernée par la loi du 10 juillet 1896 qui crée sous le nom d'« université » des établissements formés par la réunion des facultés d'une même ville. La permanence du souvenir de l'université perdue a joué un rôle essentiel dans le rétablissement de l'enseignement supérieur à Perpignan, dans les années 1950.
L'assemblée de la faculté des lettres de Montpellier accepte « un projet tendant à la création d'une annexe à Perpignan ». Durant cette période, le Conseil général assure un rôle moteur en décidant d'acquérir un terrain de vingt hectares et de le céder ensuite à l'État pour la construction d'un campus. L'actuel lieu d'enseignement supérieur et de recherche est créé en 1971 comme centre universitaire. C'est à compter de 1979 que le centre universitaire devient une université au sens juridique et accède à l'autonomie à la fois financière, administrative et pédagogique. Depuis, elle est administrée par un Conseil d'administration et dirigée par le président élu.
L'université de Perpignan est implantée dans un site principal à Perpignan (52 avenue Paul Alduy), ainsi que dans six antennes délocalisées à Narbonne, Carcassonne, Tautavel, Mende, Le Barcarès et Font-Romeu.
L'université de Perpignan réinvestit son campus originel situé au cœur de la ville de Perpignan. À la rentrée de 2017, 550 étudiants de Licence 3 et de Master de la faculté de droit s'installent dans le campus Mailly. En 2022 tous les étudiants de la composante (environ 1500) rejoignent le campus du centre-ville. Cette deuxième phase du chantier voit notamment l'ouverture de la bibliothèque dans les anciens locaux de la Bourse du travail de Perpignan.
Elle adopte le nom de Via Domitia, pour rappeler le chemin antique qui reliait l'Espagne à l'Italie.

### Présidents de l'université
Le premier président de l'université de Perpignan est Yves Serra, professeur de droit privé et de sciences criminelles. Il exerce cette fonction du 1er octobre 1979 au 19 décembre 1980, après avoir été élu président du centre universitaire le 15 décembre 1975, succédant alors à Georges Riéra. Pendant le mandat d'Yves Serra, le centre universitaire est transformé en université, par le décret no 79-149 du 22 février 1979, avec effet à compter du 1er octobre 1979. Un laboratoire de recherche de l'université porte aujourd'hui son nom.

## Composantes de l'UniversitéPerpignan Via Domitia
L'université est composée de quatre UFR et de trois instituts :

### UFR des Sciences Juridiques et Économiques:Faculté de droit et des sciences économiques
L'UFR des Sciences juridiques et économiques, plus connue sous l'appellation de faculté de droit et des sciences économiques, est principalement située à Perpignan (campus principal avenue Paul Alduy et dès la rentrée 2017, campus Mailly). Elle dispose d'une antenne importante à Narbonne (avenue Pierre de Coubertin) et d'une antenne à Mende. Par convention, la faculté de droit et des sciences économiques développe également ses activités à Paris et au Maroc.
- Nombre d'étudiants : 2.200 au 15 janvier 2016.
- Directeur de l'UFR : Doyen Jacobo Rios[12], maître de conférences en droit public

Elle compte neuf départements :
- Département sciences juridiques et politiques (1er cycle) ;
- Département administration économique et sociale (1er cycle) ;
- Département justice, procès et procédures (2e cycle) ;
- Département droit des affaires (2e cycle) ;
- Département droit comparé (2e cycle) ;
- Département administration publique (2e cycle) ;
- Département droit de l'immobilier (2e cycle) ;
- Département droit de l'environnement et de l'urbanisme (2e cycle) ;
- Département Institut d'études judiciaires (préparation CEJ, pré-CAPA et ENM).

Elle compte un laboratoire de recherche : le Centre de droit économiques et du développement (CDED, EA no 1943), composé de deux équipes, le Centre de droit de la concurrence Yves Serra (CDCYS) et le Centre d'études et de recherches sur les transformations de l'action publique (CERTAP).

### UFR des Lettres et Sciences Humaines:Faculté des lettres et des sciences humaines
L’UFR des Lettres et Sciences humaines est située à Perpignan (campus principal : avenue Paul Alduy).
- Nombre d'étudiants : 2.398, au 15 janvier 2016.
- Directeur de l'UFR : Doyen Henry Tyne[13], enseignant-chercheur HDR en sciences du langage

Elle compte huit départements :
- Lettres et Français Langue Etrangère
- Études anglophones
- Études hispaniques
- Langues étrangères appliquées
- Sociologie
- Histoire
- Histoire de l'art et archéologie
- Géographie et aménagement

### UFR des Sciences exactes et expérimentales:Faculté des sciences
L'UFR des Sciences exactes et expérimentales est située à Perpignan (campus principal : avenue Paul Alduy)
- Nombre d'étudiants : 1.404, au 15 janvier 2016.
- Directeur de l'UFR : Doyen Frédérick Thiery[14], maître de conférences en SPI (Sciences Pour l'Ingénieur)

Elle compte cinq départements :
- Physique-chimie
- Mathématiques-Informatique
- Biologie-Écologie
- Sciences de la Terre et de l'Environnement
- Sciences pour l'ingénieur

### UFR des Sciences et techniques des activités physiques et sportives:STAPS
L'UFR des Sciences et techniques des activités physiques et sportives (antenne de Font-Romeu) est plus connue sous l'appellation UFR STAPS.
- Nombre d'étudiants : 492, au 15 janvier 2016
- Directeur de l'UFR : Doyen Anne-Fleur Gaston[16], maître de conférences en physiologie de l'exercice

### Institut universitaire de technologie (IUT)
L'Institut universitaire de technologie est situé à Perpignan (campus principal Chemin de la Passio Vella entrée secondaire), ainsi qu'une antenne à Narbonne (avenue Pierre de Coubertin) et à Carcassonne (Domaine Universitaire d'Auriac)
- Nombre d'étudiants : 1293, au 15 janvier 2016
- Directeur de l'Institut : David Duval, Professeur des universités[17]

Il compte huit départements :
- Génie biologique (site de Perpignan)
- Gestion des entreprises et des administrations (site de Perpignan)
- Gestion logistique et transport (site de Perpignan)
- Génie industriel et maintenance (site de Perpignan)
- Carrières juridiques (site de Narbonne)
- Génie chimique, Génie des procédés (site de Narbonne)
- Statistique et traitement informatique des données (site de Carcassonne)
- Techniques de commercialisation (site de Carcassonne)

### Institut d'administration des entreprises (IAE)
L'Institut d'administration des entreprises (IAE) est situé à Perpignan (campus principal : chemin de la Passio Vella)
- Nombre d'étudiants : 1.292, au 15 janvier 2016
- Directeur de l'Institut : Fabienne Villeseque-Dubus[18], professeure des universités en Sciences de Gestion

### Institut franco-catalan transfrontalier IFCT)
L'Institut franco-catalan transfrontalier (IFCT) est situé à Perpignan (campus principal Chemin de la Passio Vella entrée secondaire)
- Nombre d'étudiants : 67, au 15 janvier 2016
- Directeur de l'Institut : Joan Peytaví Deixona[19], enseignant-chercheur en études catalanes

### École d'ingénieurs Sup'EnR
Elle est spécialisée dans le domaine des énergies renouvelables. Elle est membre du groupe INSA en tant qu'INSA Partenaire.

## Recherche

### Écoles doctorales
L'UPVD possède deux écoles doctorales.

### Équipes de recherche
- Les équipes de recherche du domaine "Droit et Sciences Économiques" :
  - CDED - Centre du Droit Économique et du Développement (ÉA no 4216), composé de deux équipes, le Centre de droit de la concurrence Yves Serra (CDCYS) et le Centre d'études et de recherches sur les transformations de l'action publique (CERTAP).
  - GEREM - Groupe d'Étude et de Recherche en Économie et Management(Équipe d'Université)
  - IFDCM - Institut Français de Droit Comparé et de Droit Musulman (Équipe d'Université)

- Les équipes de recherche du domaine "Lettres et des Sciences humaines" :
  - VECT - Mare Nostrum, - Voyages, Échanges, Confrontations, Transformations (Équipe d'Accueil)
  - CRILAUP - Centre de recherches ibériques et latino-américaines de l'Université de Perpignan (Équipe d'Accueil)
  - CRHiSM - Centre de recherches historiques sur les sociétés méditerranéennes (Équipe d'Accueil)
  - CREC - Centre de Recherches et Études Catalanes (Équipe d'Accueil)
  - MEDI-TERRA - Groupe d'études de géographie physique (Équipe d'Accueil)
  - MTE - Mutation des Territoires en Europe (Formation de Recherche en Évolution)
  - HNHP - Histoire Naturelle de L'Homme Préhistorique (UMR avec le CNRS) ([Tautavel - Caune de l'Arago])

- Les équipes de recherche du domaine des "Sciences" :
  - PROMES - Laboratoire des PROcédés Matériaux Énergie Solaire (UPR du CNRS) avec une antenne à Font-Romeu (Four solaire d'Odeillo)
  - CEFREM - Centre de formation et de recherche sur l'environnement marin (UMR avec le CNRS)
  - IHPE- [23]Interactions Hôtes-Pathogènes-Interactions (UMR avec le CNRS)
  - CRIOBE - Centre de Recherches Insulaires et OBservatoire de l’Environnement (USR CNRS-EPHE)
  - LGDP - Laboratoire Génome et Développement des Plantes (UMR avec le CNRS et l'IRD)
  - LAMPS - Laboratoire Mathématiques Physique et Systèmes (Équipe d'Accueil)
  - IMAGES - Institut de Modélisation et d'Analyses en Géo-Environnements Marins et de Santé (Équipe d'Accueil)
  - LCBE - Laboratoire de Chimie des Biomolécules et de l'Environnement (Équipe d'Accueil)
  - LIRMM - Laboratoire d'Informatique, de Robotique et de Microélectronique de Montpellier (Équipe DALI)
  - LIPSEM[24] - Laboratoire Interdisciplinaire Performance Santé Environnement de Montagne basé sur l'antenne de Font-Romeu

## Vie étudiante

### Évolution démographique
| 1997  | 1998  | 1999  | 2000   | 2001   | 2002  | 2003  | 2004   |
| ----- | ----- | ----- | ------ | ------ | ----- | ----- | ------ |
| 8 357 | 8 313 | 8 537 | 8 554, | 8 773, | 9 109 | 9 785 | 10 283 |

| 2005   | 2006   | 2007  | 2008  | 2009  | 2010  | 2011  | - |
| ------ | ------ | ----- | ----- | ----- | ----- | ----- | - |
| 10 561 | 10 165 | 9 664 | 9 304 | 9 668 | 9 842 | 8 782 | - |

### Vie associative
L'Université de Perpignan Via Domitia possède une vie étudiante animée par un Bureau des étudiants et une multitude d'associations .